# G. H. Rehfeld & Sohn

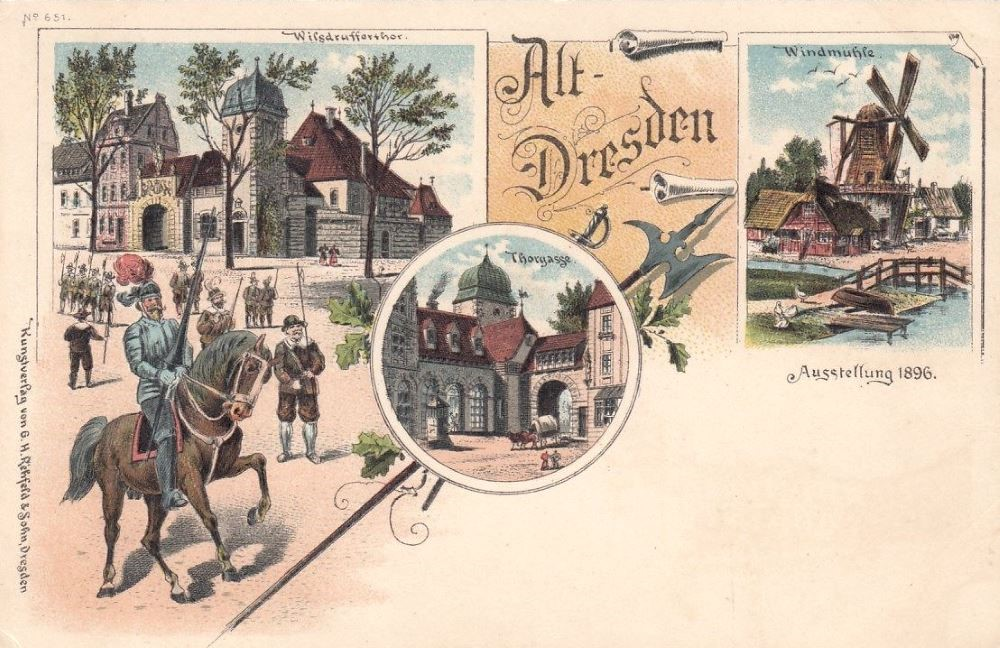
Ansichtspostkarte von der Ausstellung Die alte Stadt in Dresden 1896

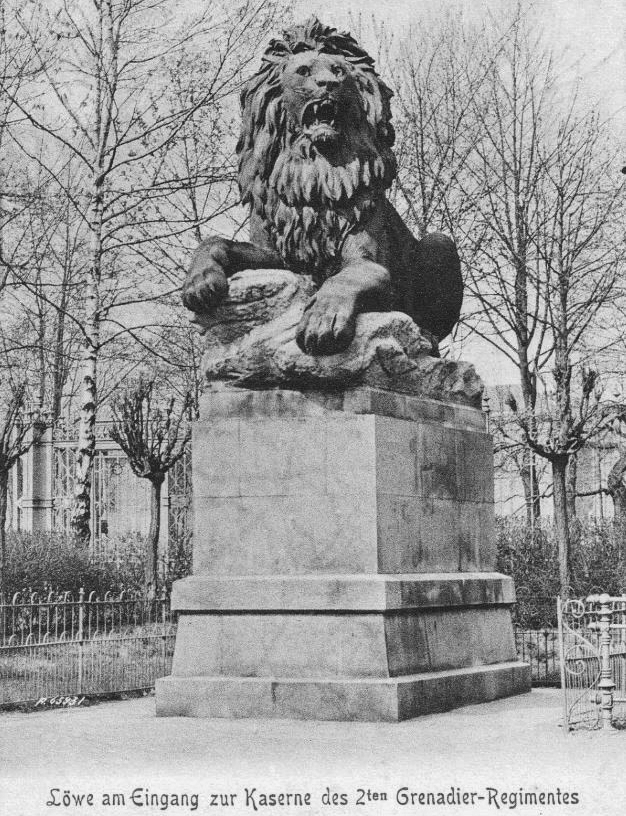
Fotopostkarte eines Kaserneneingangs in Dresden, 1908

G. H. Rehfeld & Sohn war ein deutscher Kunstverlag und eine Großhandlung für Buchdruckereiartikel sowie Buchdruckerei und -binderei in der sächsischen Residenz- und Landeshauptstadt Dresden. Die Firma hatte sich u. a. auf die Herstellung und den Verlag von Ansichtspostkarten, Konto- und Geschäftsbüchern und Schreibpapier spezialisiert. Sie hatte zuletzt ihren Hauptsitz in Dresden-Neustadt, Hauptstraße 36.

## Geschichte
Die Firmengeschichte ist bislang wenig erforscht. Die Gründung erfolgte im Jahre 1843 durch Gustav Hermann Rehfeld. Die Firma entwickelte sich zur Spezialhandlung für Neuheiten der Papier- und Schreibwarenbranche. Spätestens ab 1896 gab die Firma G. H. Rehfeld & Sohn auch eigene Postkarten heraus, zunächst als Lithographien und Photochromien, später auch als Fotografien und Fotopostkarten. Als Motive wurde vor allem mit Ansichten von Dresden und speziell der dortigen Gemäldegalerie sowie von der Sächsischen Schweiz und dem mittleren  und östlichen Erzgebirge gehandelt.
Der Firmengründer Gustav Hermann war Kaufmann, Buchbindermeister und Galanteriearbeiter. Sein Geschäftslokal hatte er 1871 in der Rähnitzgasse 10 und in Dresden-Neustadt, Hauptstraße 19. 1874 wurde er außerdem zum Gerichtsschöffen in Dresden gewählt.
Später wechselte er bzw. sein Sohn Hermann Rehfeld in die Hauptstraße 24, mit einer Filiale in der König-Johann-Straße 15 in der Nähe des Altmarkts.

## Auszeichnungen
1887 erhielt die Firma G. H. Rehfeld & Sohn auf der Internationalen Ausstellung von Erzeugnissen der Bäckerei und Conditorei in Dresden die Medaille Für hervorragende Leistungen verliehen.